# 卡氏尖條鰍
卡氏尖條鰍（學名：Oxynoemacheilus kaynaki），為輻鰭魚綱鯉形目條鰍科尖條鰍屬的其中一種。分布於亞洲土耳其埃爾比斯坦格克蘇河流域，體長可達6.8公分，棲息在河川底層水域，生活習性不明。

## 扩展阅读
維基物種上的相關：卡氏尖條鰍